# Capela de Nossa Senhora da Encarnação de Espiche
A Capela de Nossa Senhora da Encarnação de Espiche, igualmente conhecida como Igreja de Espiche, é um monumento religioso na aldeia de Espiche, no concelho de Lagos, em Portugal.

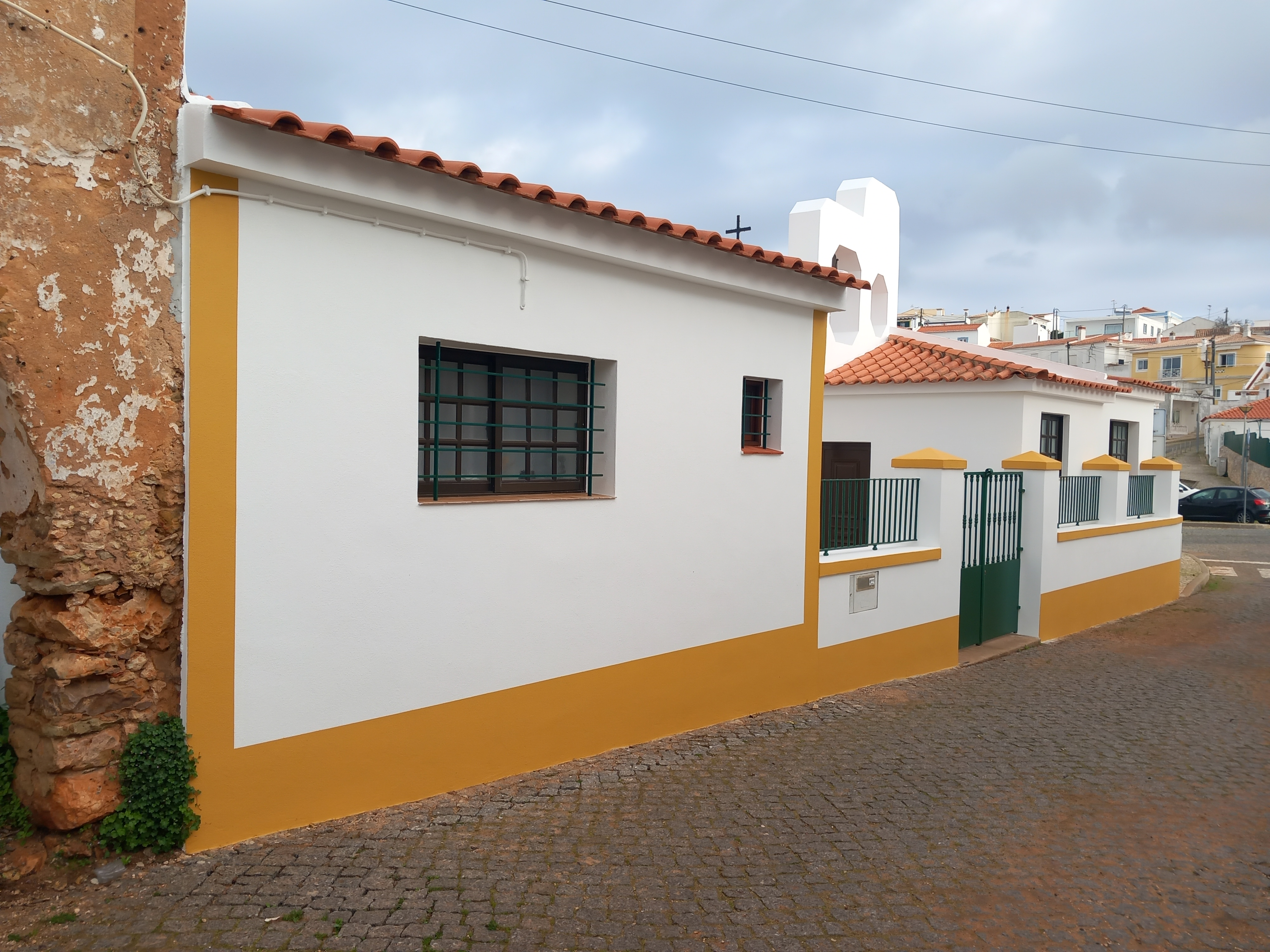
Vista lateral da capela.

## Descrição e história
As festas de Nossa Senhora da Encarregação são realizadas anualmente em Espiche, no mês de Agosto.
No Decreto n.º 16490, de 16 de Fevereiro de 1929, fez-se uma referência a uma antiga capela igualmente dedicada a Nossa Senhora da Encarnação e situada em Espiche, cujas ruínas foram cedidas à Câmara Municipal de Lagos para ali instalada uma escola do ensino primário. O Decreto n.º 19916, de 20 de Junho de 1931, prorrogou por mais um ano o prazo de conversão das ruínas numa escola, conforme pedido pela autarquia.
A imagem de Nossa Senhora da Encarnação esteve durante algum tempo exposta na Igreja na vila da Luz, tendo depois regressado a Espiche.
Na reunião de 7 de Dezembro de 2022 da Câmara Municipal de Lagos, foi aprovada a atribuição de um subsídio à Fábrica Paroquial da Senhora da Luz, para financiar a realização de obras de restauro na Igreja de Espiche.